# Брестерница
Брестерница (словен. Bresternica) је насељено место у општини Марибор, Подравска регија, Словенија.

## Историја
До територијалне реорганизације у Словенији била је у саставу старе општине Марибор.

## Становништво
У попису становништва из 2011. године, Брестерница је имала 1.377 становника.
| Број становника према пописима | Број становника према пописима | Број становника према пописима |
| ------------------------------ | ------------------------------ | ------------------------------ |
| 1991                           | 2002                           | 2011                           |
| 1.288                          | 1.346                          | 1.377                          |

Напомена: До 2001. исказивано под именом Брестрница.